# تریپ لایت
تریپ لایت (انگلیسی: Tripp Lite) شرکت سخت‌افزار آمریکایی است، که در سال ۱۹۲۲ تأسیس شد.